# Pinos Genil
Pinos Genil – gmina w Hiszpanii, w prowincji Grenada, w Andaluzji, o powierzchni 13,99 km². W 2011 roku gmina liczyła 1409 mieszkańców.